# Zielona Ściana

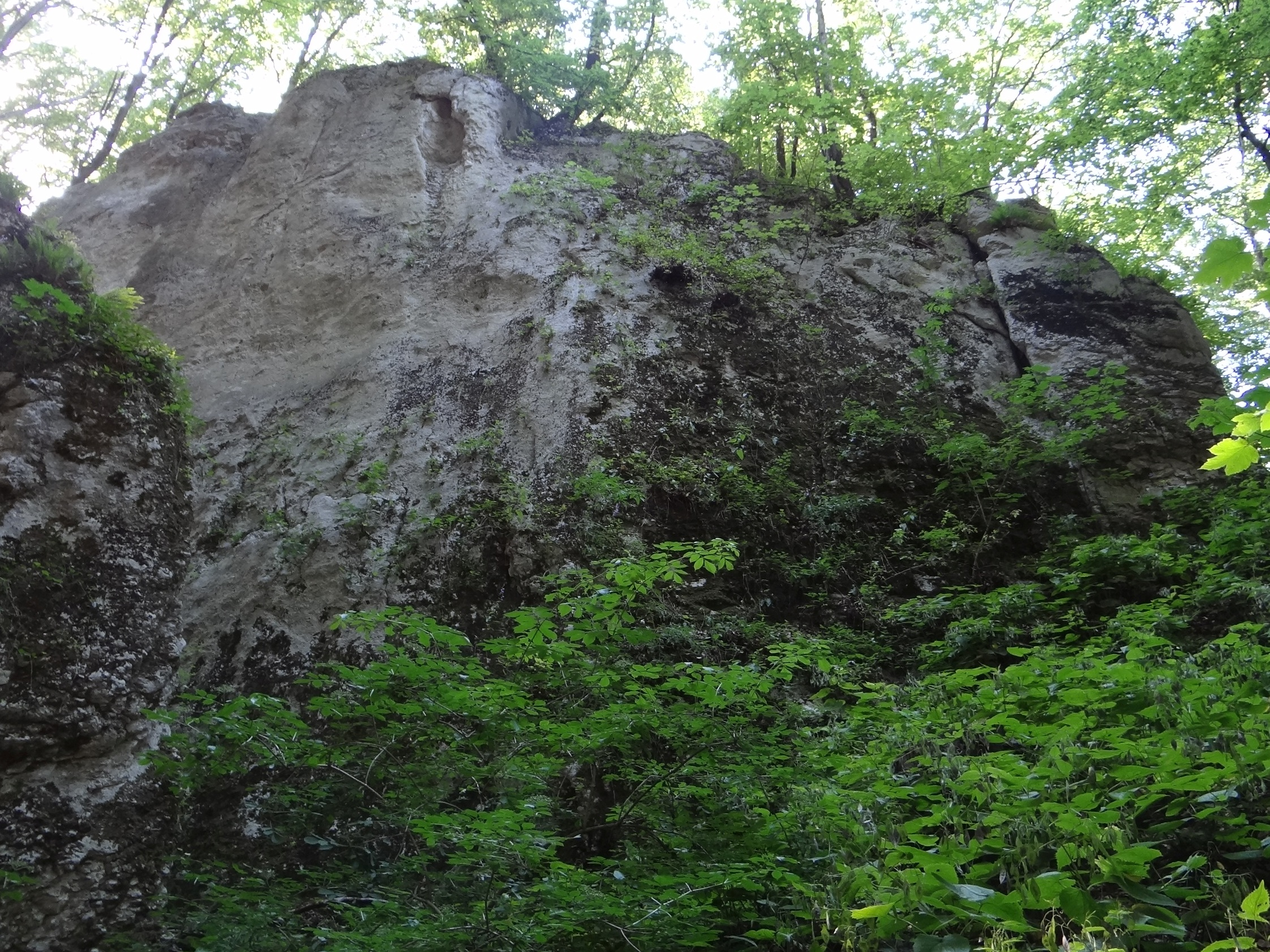

Zielona Ściana – skała w rezerwacie przyrody Pazurek w pobliżu kolonii Pazurek w województwie małopolskim, w powiecie olkuskim, w gminie Olkusz. Znajduje się na Wyżynie Olkuskiej będącej częścią Wyżyny Krakowsko-Częstochowskiej.
Znajduje się w środkowej części rezerwatu, w grupie Zubowych Skał. Od czasu utworzenia rezerwatu wspinaczka na nich została zabroniona. 14 czerwca 2019 roku przywrócono możliwość wspinania się na trzech Zubowych Skałach.
Zielona Ściana to zbudowana ze skalistego wapienia skała o wysokości do 12 m. Znajduje się po zachodniej stronie ścieżki dydaktycznej po rezerwacie Pazurek. Jest na niej 5 dróg wspinaczkowych o trudności od III do VI.2+ w skali krakowskiej, oraz 2 projekty. 3 drogi mają stałe punkty asekuracyjne (3 spity i ring zjazdowy).